# Eutektoid
A kétkomponensű (binér) rendszerekben a Gibbs-féle fázistörvény értelmében az egymással egyensúlyban lévő fázisok száma maximálisan 3 lehet, ha csak kondenzált – tehát folyadék és/vagy szilárd halmazállapotú – fázisok alkotják a rendszert. Az eutektoidos fázisátalakulás egyike az ilyen háromfázisú folyamatnak, amely izoterm körülmények között játszódik le.
A kétkomponensű rendszerben képződő eutektoid két alkotó, azaz (elem és/vagy vegyület) és/vagy szilárd oldat szilárd halmazállapotú keveréke, amely az adott rendszerben az eutektoidos átalakulásnak megfelelő hőmérsékleten homogén szilárd oldatból, hőelvonás közben képződik. A fázisátalakulás az alábbi egyenlettel is leírható, az ábra jelöléseit figyelembe véve:

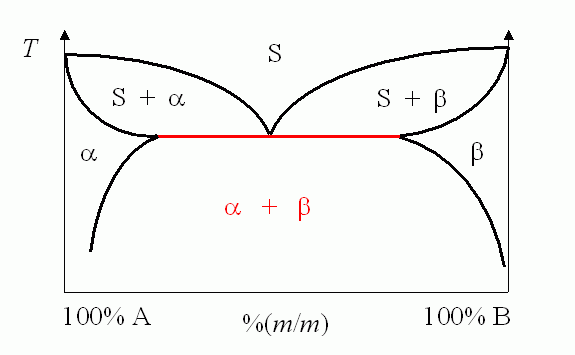
Binér fázisdiagram: S – homogén szilárd oldat, α – A-ban dúsab A–B szilárd oldat, β – B-ben dúsabb A–B szilárd oldat, α + β szilárd keverék: eutektoid

{\displaystyle \mathrm {S} \ \rightleftharpoons \ \alpha +\beta }
ahol
S a szilárd oldat jele,
α az A komponensben dúsabb A-B szilárd oldat jele,
β a B komponensben dúsabb A-B szilárd oldat jele.

A mellékelt fázisdiagram abszcisszáján A és B koncentrációja, például tömegszázalékban az ordinátán pedig a hőmérséklet látható. Az ábra olyan kétkomponensű rendszer fázisdiagramját mutatja, amelyben az eutektoidot a kétféle – az A-ban dúsabb α és a B-ben dúsabb β – szilárd oldat kristályos keveréke alkotja. 
Az eutektoidra az jellemző – ha például mikroszkóp alatt megnézzük –, hogy a kristályos anyagot a kétféle, eltérő összetételű szilárd oldatból álló kristálykák keveréke alkotja.
A legismertebb eutektoidos fázisátalakulás a vas – szén rendszerben, az ausztenit szilárd oldat  – más néven γ-Fe átalakulása perlitté, azaz α-Fe-nak (ferritnek) nevezett szilárd oldat és cementitnek nevezett Fe3C vegyület keverékévé 723 °C-on.
Az eutektoidos fázisátalakulás reverzibilis folyamat. Az eutektoidos hőmérsékleten hőközlés hatására a heterogén rendszer homogén szilárd oldattá alakul. 
Az eutektoidos fázisátalakulás hasonló az eutektikus átalakuláshoz, amely szintén egy háromfázisú folyamat. A lényeges különbség az, hogy az eutektoidos folyamatban részt vevő mindhárom fázis szilárd halmazállapotú, az eutektikus folyamatban pedig az egyik fázis folyékony. Más megfogalmazással: az eutektikum homogén folyadékból képződő heterogén rendszer, az eutektoid pedig homogén szilárd anyagból képződő heterogén rendszer.